# 19 листопада
19 листопада — 323-й день року (324-й у високосні роки) у григоріанському календарі. До кінця року залишається 42 дні.

## Свята і пам'ятні дні

### Міжнародні

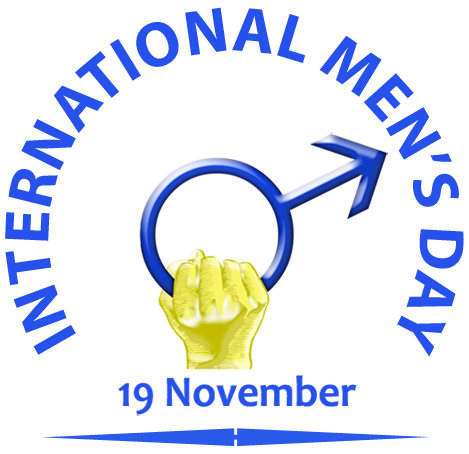

- Всесвітній день запобігання насильству над дітьми. (започатковано Women’s World Summit Foundation (WWSF) у 2000 році)[1]
- Всесвітній день туалету
- Міжнародний день чоловіків

### Національні
- Україна:
  - День працівників гідрометеорологічної служби (Відзначається в Україні щорічно згідно з Указом Президента № 208/2003 від 11 березня 2003 р.)
  - День скловиробника (Відзначається в Україні щорічно згідно з Указом Президента № 1417/2003 від 9 грудня 2003 р.)
- Князівство Монако: День князя[2].

### Релігійні

#### Християнство
Католицька церква: День Блаженної Саломеї, Королеви Галичини.
 Православна церква:
- Пророка Авдія, з 12-ох.
- Мученика Варлаама.
- Преподобного Варлаама та Іоасафа, царевича Індійського, і батька його Авеніра, царя.
- Преподобного Варлаама, ігумена Києво-Печерського, в Ближніх печерах.
- Мучеників Ази і з ним 150 воїнів.
- Мученика Іліодора.
- Преподобного Іларіона, чудотворця.

## Події
- 1190 — заснований Тевтонський орден
- 1493 — у своїй другій подорожі до Америки Колумб відкрив острів Пуерто-Рико.
- 1626 — У Немирові засновано церковне братство і школу при ньому.
- 1809 — у битві при Окані французька армія маршала Сульта розгромила іспанську армію Хуана Карлоса де Арейсагі.
- 1815 — приєднання Франції до Священного союзу.
- 1891 — У Німецькій імперії продали першу іграшкову залізницю.
- 1916 — імператор Австро-Угорщини Франц Йосиф I надав автономію Східній Галичині.
- 1917 — втеча генералів Корнілова, Денікіна і Лукомського на Дон з Биховської в'язниці
- 1919 — Сенат США проголосував проти ратифікації Версальського мирного договору, внаслідок чого США вимушені були вийти з Ліги Націй
- 1921 — створено Укрмет — центральну метеорологічну службу України. День працівників гідрометеорологічної служби України.
- 1941 — на захід від берегів Австралії стався бій між австралійським крейсером Sydney і німецьким допоміжним крейсером Kormoran, в результаті якого обидва корабля затонули.
- 1942 — 1942 — почався контрнаступ радянських військ під Сталінградом.
- 1943 — почалася операція зі звільнення островів Гілберта і Маршаллових островів від японських військ.
- 1944 — постанова Раднаркому СРСР про заходи щодо відновлення міста Севастополя.
- 1946 — Резолюція Генеральної Асамблеї ООН проти релігійного та расового переслідування
- 1947 — Прем'єр-міністр Франції Поль Рамадьє пішов у відставку.
- 1947 — Катастрофа літака Douglas DC-3 компанії Transair Sweden в Санта-Марія-дель-Монте-Скала (Італія). 20 людей загинули.
- 1949 — коронований князь Монако Реньє III.
- 1965 — ухвалення Генеральною Асамблеєю ООН з ініціативи СРСР резолюції про нерозповсюдження ядерної зброї.
- 1969 — бразильський футболіст Пеле забив свій 1000-й гол на своєму 909-му матчі.
- 1978 — внаслідок масового самогубства членів секти «Народний Храм», керованою Джимом Джонсом, в Гаяні загинули 911 людей.
- 1986 — В СРСР приймається Закон про індивідуальну трудову діяльність.
- 1989 — З цвинтаря концтабору біля с. Кучине Пермської області Російської РФСР, на Байковому кладовищі Києва перепоховано тлінні рештки членів Української Гельсінкської групи: Василя Стуса, Юрія Литвина, Олекси Тихого.
- 1997 — почалася експедиція міжнародного екіпажу на борту американського космічного човна багаторазового використання «Колумбія», у якій разом із космонавтами з США та Японії брав участь перший космонавт незалежної України Леонід Каденюк.
- 2003 — парламентські фракції «опозиційної четвірки» — Компартії, Соцпартії, блоку Юлії Тимошенко і блоку «Наша Україна» підписали Декларацію про спільні дії. У документі наголошується на необхідності проведення наступних парламентських виборів винятково на пропорційній основі, а також на необхідності здійснення політичної реформи.
- 2004 — у «Будинку із химерами» архітектора Владислава Городецького, що на вулиці Банковій у Києві, урочисто відкрили музейно-культурний центр «Шедеври мистецтва України».
- 2005 — Сенат США підтримав законопроєкт про скасування торговельних обмежень щодо України, відомих як поправка Джексона — Вейніка.
- 2012 — в Україні набув чинності новий Кримінально-процесуальний кодекс.

## Народились
Дивись також Категорія:Народились 19 листопада
- 1528 — Паоло Веронезе, італійський живописець епохи Пізнього Відродження.
- 1596 — Хуан Гальван, іспанський живописець.
- 1600 — Карл I Стюарт, король Англії (1625-1649).
- 1616 — Есташ Лесюер, французький художник.
- 1607 — Еразм Квеллін Молодший, фламандський художник і графік, учень Рубенса.
- 1654 — Луї де Булонь Молодший, французький придворний живописець, гравер.
- 1663 — Фрідріх Вільгельм Цахау, німецький музикант та композитор.
- 1711 — Михайло Ломоносов, російський вчений.
- 1770 — Бертель Торвальдсен, данський художник, скульптор, яскравий представник класицизму.
- 1789 — Михайло Лучкай, український мовознавець, фольклорист та історик, апологет русинства.
- 1805 — Фердинанд де Лессепс, французький дипломат і підприємець, віконт, автор проєкту і керівник будівництва Суецького каналу
- 1819 — Огюст Вакрі, французький поет, публіцист, журналіст і редактор.
- 1831 — Джеймс Гарфілд, 20-й президент Сполучених Штатів Америки.
- 1833 — Вільгельм Дільтей, німецький історик культури та філософ-ідеаліст, літературознавець.
- 1839 — Еміль Шкода, чеський технолог і підприємець. Засновник машинобудівного заводу «Шкода» в Пльзені (Škoda Holding).
- 1840 — Олександр Ковалевський, український та російський біолог і ембріолог.
- 1843 — Ріхард Авенаріус, німецько-швейцарський філософ, професор Цюрихського університету, засновник емпіріокритицизму.
- 1859 — Микола Трінклер, український хірург, вчений та педагог, професор Харківського медичного інституту.
- 1878 — Григорій Левитський, український цитолог, генетик, відкривач мітохондрій у рослин, автор термінів каріотип і філогенетика.
- 1887 — Джеймс Батчеллер Самнер, американський біохімік, що доказав білкову природу ферментів, лауреат Нобелівської премії з хімії (1946).
- 1888 — Хосе Рауль Капабланка, кубинський шахіст, чемпіон світу у 1921—1927 роках.
- 1899 — Аллен Тейт, американський поет, письменник, есеїст, літературний критик.
- 1907 — Василь Комісаренко, український ендокринолог та патофізіолог, академік.
- 1909 — Пітер Друкер, американський економіст, «батько» сучасної теорії менеджменту.
- 1915 — Ерл Сазерленд, американський фізіолог, лауреат Нобелівської премії (1971).
- 1915 — Степан Малюца-Пальчинський, священик, музикант, художник, кобзар УПА.
- 1917 — Індіра Ганді, прем'єр-міністр Індії у 1966–77, 1980–84 рр.
- 1918 — Гендрік ван де Гулст, голландський астроном
- 1922 — Юрій Кнорозов, український радянський історик та етнограф, мовознавець і епіграфіст. Відомий дешифруванням писемності мая, впровадженням математичних методів дослідження недешифрованих писемностей.
- 1924 — Ян Отченашек, чеський прозаїк і сценарист.
- 1933 — Ларрі Кінг (справжнє ім'я Лоуренс Харві Зейгер), американський тележурналіст, провідний ток-шоу "Larry King Live".
- 1938 — Тед Тернер, американський бізнесмен, засновник телеканалу CNN.
- 1942 — Келвін Кляйн, американський дизайнер одягу, законодавець моди.
- 1954 — Абдель Фаттах Ас-Сісі, 6-й і чинний президент Єгипту.
- 1957 — Офра Хаза, ізраїльська співачка та актриса.
- 1959 — Еллісон Дженні, американська актриса театру, кіно і телебачення, володарка премії «Золотий глобус», семи премій «Еммі».
- 1961 — Мег Раян (при народж. Маргарет Мері Емілі Енні Хайнс), американська акторка, кінопродюсер.
- 1962 — Джоді Фостер, американська акторка.
- 1965 — Лоран Блан, французький футболіст і тренер, чемпіон світу (1998) та Європи (2000) як гравець
- 1966 — Ґейл Діверс, американська легкоатлетка, триразова олімпійська чемпіонка, багаторазова чемпіонка світу.
- 1976 — Петр Сикора, чеський хокеїст, дворазовий володар Кубка Стенлі та дворазовий чемпіон світу.
- 1978 — Махе Драйсдейл, новозеландський весляр (академічне веслування), дворазовий олімпійський чемпіон.
- 1980 — Володимир Радманович, югославський та сербський баскетболіст, чемпіон світу (2002).
- 1983 — Адам Драйвер, американський актор, номінант на премії «Оскар» та «Золотий глобус».
- 1983 — Дарія Вербова, канадсько-українська модель.
- 1986 — Валерія Ходос, українська акторка театру і кіно.
- 1988 — Патрік Кейн, американський хокеїст, триразовий володар Кубка Стенлі.
- 1992 — Брендон Фрейзер, американський фігурист, який виступає в парному фігурному катанні, чемпіон світу (2022), призер Олімпійських ігор (2022).
- 2005 — Гітанджалі Рао, американська винахідниця, зробила внесок у розв'язання проблеми з нестачею чистої води у світі.

## Померли

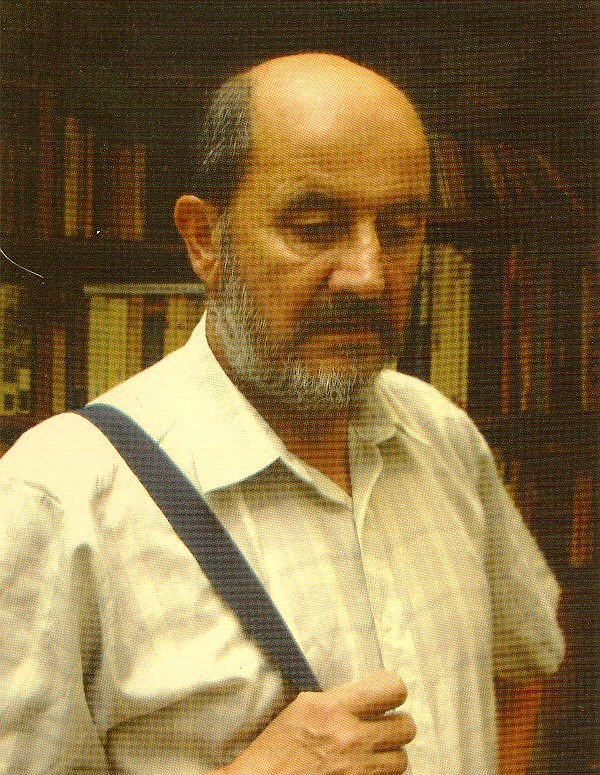
Роман Безпалків

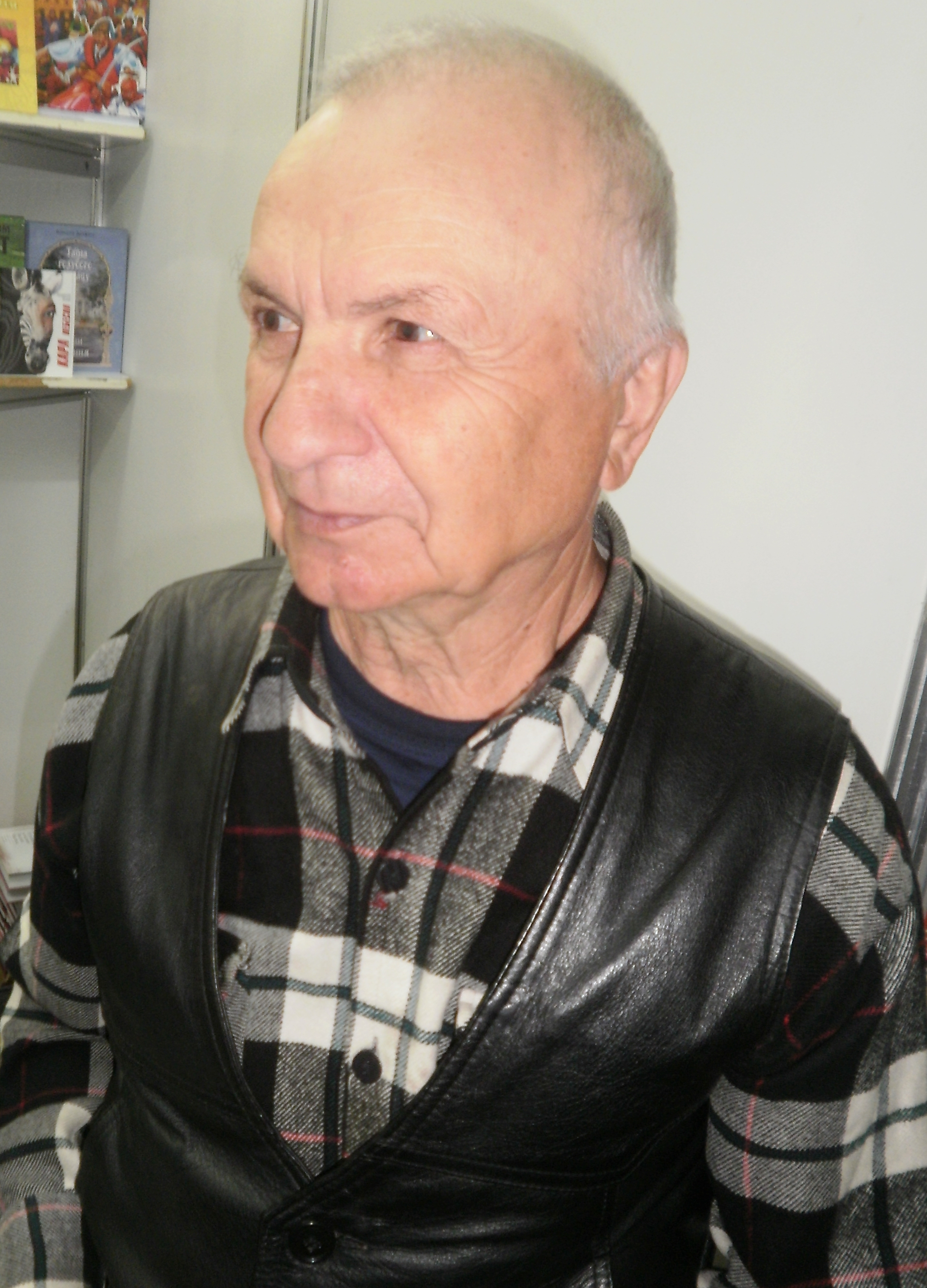
Василь Рубан

Дивись також: Категорія:Померли 19 листопада
- 1442 — Джамі, таджицько-перський письменник, філософ, музикознавець. Джамі вважається завершителем класичного періоду поезії перською мовою
- 1665 — Нікола Пуссен, французький художник, автор 350 картин і понад 1000 малюнків.
- 1698 — Петро Дорошенко, гетьман України (1665–76)
- 1828 — Франц Петер Шуберт, австрійський композитор, один із основоположників романтизму в музиці.
- 1938 — Шестов Лев Ісаакович, український і російський філософ-екзистенціоналіст
- 1942 — Бруно Шульц, видатний галицький письменник і графік єврейського походження з Дрогобича, (застрілений гестапівцем). Творчість Бруно Шульца ставлять в один ряд з творчістю Франца Кафки та Марселя Пруста.
- 1993 — Леонід Гайдай, радянський кінорежисер
- 2009 — Роман Безпалків, український живописець. Член Національної спілки художників України.
- 2013 — Фредерік Сенгер, британський біохімік, двічі лауреат Нобелівської премії з хімії
- 2017 — Василь Рубан, український письменник, дисидент, запроторений радянським режимом до психотюрми, член Національної спілки письменників України